# 12 Heures de Sebring 2008
Navigation
Édition précédente Édition suivante
Les 12 Heures de Sebring 2008 (56th Annual Mobil1 12 Hours of Sebring Presented by Fresh From Florida), sont la 56e édition de l'épreuve et la 1re manche de l'American Le Mans Series 2008. Elles ont été remportées le 15 mars 2008 par la Porsche no 07 de Timo Bernhard, Romain Dumas et Emmanuel Collard.

## Circuit

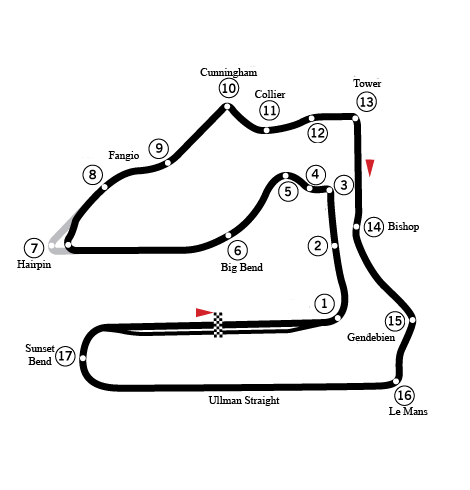
Le Sebring International Raceway, cadre des 12 Heures de Sebring 2008.

Les 12 Heures de Sebring 2008 se déroulent sur le Sebring International Raceway situé en Floride. Il est composé de deux longues lignes droites, séparées par des courbes rapides ainsi que quelques chicanes. Ce tracé a un grand passé historique car il est utilisé pour des courses automobiles depuis 1950. Ce circuit est célèbre car il a accueilli la Formule 1.

## Résultats
Voici le classement au terme de la course.
- Les vainqueurs de chaque catégorie sont signalés par un fond jauni.
- Pour la colonne Pneus, il faut passer le curseur au-dessus du modèle pour connaître le manufacturier de pneumatiques.

| Pos.   | Catégorie | no  | Écurie                         | Pilotes                                            | Châssis                       | Moteur                                   | Pneus | Tours/Abandon |
| 1      | LMP2      | 7   | Penske Racing                  | Timo Bernhard Romain Dumas Emmanuel Collard        | Porsche RS Spyder Evo         | Porsche MR6 3,4 L V8                     | M     | 351           |
| 2      | LMP2      | 20  | Dyson Racing                   | Butch Leitzinger Marino Franchitti Andy Lally      | Porsche RS Spyder Evo         | Porsche MR6 3,4 L V8                     | M     | 351           |
| 3      | LMP1      | 1   | Audi Sport North America       | Rinaldo Capello Allan McNish Tom Kristensen        | Audi R10 TDI                  | Audi TDI 5,5 L Turbo V12 (Diesel)        | M     | 351           |
| 4      | LMP2      | 16  | Dyson Racing                   | Chris Dyson Guy Smith                              | Porsche RS Spyder Evo         | Porsche MR6 3,4 L V8                     | M     | 350           |
| 5      | LMP2      | 9   | Patrón Highcroft Racing        | Scott Sharp David Brabham Stefan Johansson         | Acura ARX-01B                 | Acura AL7R 3,4 L V8                      | M     | 349           |
| 6      | LMP1      | 2   | Audi Sport North America       | Marco Werner Lucas Luhr Mike Rockenfeller          | Audi R10 TDI                  | Audi TDI 5,5 L Turbo V12 (Diesel)        | M     | 333           |
| 7      | LMP2      | 27  | Horag Lista Racing             | Fredy Lienhard Didier Theys Jan Lammers            | Porsche RS Spyder Evo         | Porsche MR6 3,4 L V8                     | M     | 333           |
| 8      | GT1       | 3   | Corvette Racing                | Johnny O'Connell Jan Magnussen Ron Fellows         | Chevrolet Corvette C6.R       | Chevrolet LS7-R 7,0 L V8                 | M     | 328           |
| 9      | LMP1      | 37  | Intersport Racing              | Jon Field Clint Field Richard Berry                | Lola B06/10                   | AER P32C 4,0 L Turbo V8 (E85 éthanol)    | D     | 327           |
| 10     | GT1       | 4   | Corvette Racing                | Oliver Gavin Olivier Beretta Max Papis             | Chevrolet Corvette C6.R       | Chevrolet LS7-R 7,0 L V8                 | M     | 320           |
| 11     | LMP1      | 07  | Peugeot Sport Total            | Nicolas Minassian Stéphane Sarrazin Pedro Lamy     | Peugeot 908 HDi FAP           | Peugeot HDi 5,5 L Turbo V12 (Diesel)     | M     | 318           |
| 12     | GT2       | 45  | Flying Lizard Motorsports      | Jörg Bergmeister Wolf Henzler Marc Lieb            | Porsche 911 GT3 RSR (997)     | Porsche 3,8 L Flat-6                     | M     | 314           |
| 13     | GT2       | 44  | Flying Lizard Motorsports      | Darren Law Seth Neiman Alex Davison                | Porsche 911 GT3 RSR (997)     | Porsche 3,8 L Flat-6                     | M     | 311           |
| 14     | GT2       | 61  | Risi Competizione Krohn Racing | Tracy Krohn Niclas Jönsson Eric van de Poele       | Ferrari F430 GTC              | Ferrari 4,0 L V8                         | M     | 308           |
| 15     | GT2       | 73  | Tafel Racing                   | Jim Tafel Pierre Ehret Allan Simonsen              | Ferrari F430 GTC              | Ferrari 4,0 L V8                         | M     | 305           |
| 16     | GT1       | 008 | Bell Motorsports               | Terry Borcheller Chapman Ducote Antonio García     | Aston Martin DBR9             | Aston Martin 6,0 L V12                   | D     | 299           |
| 17     | GT2       | 11  | Primetime Race Group           | Joel Feinberg Chris Hall                           | Dodge Viper Competition Coupe | Dodge 8,3 L V10                          | M     | 295           |
| 18 Abd | LMP2      | 26  | Andretti Green Racing          | Marco Andretti Bryan Herta Christian Fittipaldi    | Acura ARX-01B                 | Acura AL7R 3,4 L V8                      | M     | 287           |
| 19     | GT2       | 5   | VICI Racing                    | Uwe Alzen Craig Stanton Nathan Swartzbaugh         | Porsche 911 GT3 RSR (997)     | Porsche 3,8 L Flat-6                     | K     | 286           |
| 20     | GT2       | 71  | Tafel Racing                   | Dominik Farnbacher Dirk Müller Rob Bell            | Ferrari F430 GTC              | Ferrari 4,0 L V8                         | M     | 280           |
| 21     | GT2       | 46  | Flying Lizard Motorsports      | Johannes van Overbeek Patrick Pilet Richard Lietz  | Porsche 911 GT3 RSR (997)     | Porsche 3,8 L Flat-6                     | M     | 280           |
| 22 Abd | LMP1      | 12  | Autocon Motorsports            | Chris McMurry Bryan Willman Tony Burgess           | Creation CA07                 | Judd GV5 5,0 L V10                       | D     | 250           |
| 23 Abd | GT2       | 21  | Panoz Team PTG                 | Joey Hand Tommy Milner Tom Sutherland              | Panoz Esperante GTLM          | Ford (Élan) 5,0 L V8                     | Y     | 200           |
| 24 Abd | GT2       | 40  | Robertson Racing               | David Robertson Andrea Robertson David Murry       | Ford GT                       | Ford 5,0 L V8                            | D     | 186           |
| 25 Abd | GT2       | 77  | Autoracing Club Bratislava     | Miroslav Konôpka Miro Hornak Mauro Casadei         | Porsche 911 GT3 RSR (997)     | Porsche 3,8 L Flat-6                     | D     | 173           |
| 26 Abd | GT2       | 62  | Risi Competizione              | Jaime Melo Mika Salo Gianmaria Bruni               | Ferrari F430 GTC              | Ferrari 4,0 L V8                         | M     | 137           |
| 27 Abd | GT2       | 87  | Farnbacher Loles Motorsports   | Marc Basseng Dirk Werner Bryce Miller              | Porsche 911 GT3 RSR (997)     | Porsche 3,8 L Flat-6                     | M     | 136           |
| 28 Abd | GT2       | 28  | LG Motorsports                 | Lou Gigliotti Doug Peterson Marc Goossens          | Chevrolet Corvette C6.R GT2   | Chevrolet LS3 6,0 L V8                   | K     | 99            |
| 29 Abd | LMP2      | 32  | Barazi Epsilon                 | Juan Barazi Michael Vergers Jean-Christophe Ravier | Zytek 07S/2                   | Zytek ZG348 3,4 L V8                     | M     | 88            |
| 30 Abd | GT2       | 007 | Drayson Barwell                | Paul Drayson Jonny Cocker Tim Sugden               | Aston Martin V8 Vantage GT2   | Aston Martin 4,5 L V8 (E85 éthanol)      | D     | 70            |
| 31 Abd | LMP2      | 6   | Penske Racing                  | Patrick Long Sascha Maassen Ryan Briscoe           | Porsche RS Spyder Evo         | Porsche MR6 3,4 L V8                     | M     | 29            |
| Dsq.   | LMP2      | 15  | Lowe's Fernández Racing        | Adrian Fernández Luis Diaz                         | Acura ARX-01B                 | Acura AL7R 3,4 L V8                      | M     | 351           |
| Np.    | LMP2      | 8   | B-K Motorsports                | Gerardo Bonilla Ben Devlin Raphael Matos           | Lola B07/46                   | Mazda MZR-R 2,0 L Turbo L4 (E85 éthanol) | Y     | 0             |
| Np.    | GT2       | 48  | Corsa Motorsport               | Gunnar Jeannette Johnny Mowlem Ralf Kelleners      | Ferrari F430 GTC              | Ferrari 4,0 L V8                         | H     | 0             |